# Галина Гринь
Галина Гринь — голова Наукового товариства імені Шевченка у США (з літа 2018 р. до грудня 2024 року). Доктора наук (PhD) зі слов'янських мов та літератур. Редакторка наукового часопису «Гарвардські українознавчі дослідження». Досліджує українську літературу та культуру 1920-х років.

## Біографія
Закінчила докторат у Торонтському університеті. Працювала в Єльському університеті, університеті Манітоби та Йоркському університеті (Канада). У творчому доробку — переклади англійською мовою творів Оксани Забужко, Володимира Діброви та інших українських письменників.
Від 2016 року — перша віце-президент Наукового товариства ім. Тараса Шевченка в Америці. У травні 2018 року на загальних зборах НТШ в Америці була обрана на пост президента організації. На цій посаді пробула до 14 грудня 2024 року.

## Список публікацій
- The Literary Fair: Ukrainian Modernism's Defining Moment (Krytyka, forthcoming 2016), 380 pp.
- «Mediation Between Nativist Tradition and Western Culture» in Ukraine and Europe: Cultural .Alternatives, Encounters and Negotiations, ed. Giovanna Brogi, Marko Pavlyshyn, and Serhii Plokhy (University of Toronto Press, forthcoming 2016).
- Fieldwork in Ukrainian Sex. Translation of Oksana Zabuzhko's Ukrainian-language novel Pol´ovi doslidzhennia z ukraïns´koho seksu(AmazonCrossing, 2011), 164 pp.
- Hunger By Design: The Great Ukrainian Famine in Its Soviet Context (editor). Harvard Papers in Ukrainian Studies (Harvard Ukrainian Research Institute, 2008). 150 pp.
- «The ‘Executed Renaissance’ Paradigm Revisited: Interpreting the 1920s Literature.» Harvard Ukrainian Studies 27, no. 1–4 (2004—2005). 28 pp.